# NGC 359
NGC 359 is een elliptisch sterrenstelsel in het sterrenbeeld Walvis. Het hemelobject ligt ongeveer 220 miljoen lichtjaar van de Aarde verwijderd en werd op 2 september 1864 ontdekt door de Duitse astronoom Albert Marth.

## Synoniemen
- PGC 3817
- UGC 662
- MCG 0-3-66
- ZWG 384.66